# Distretti giurisdizionali della Finlandia
I distretti giurisdizionali della Finlandia (kihlakunnat in finlandese) erano aree giurisdizionali, sottodivisioni delle varie contee della Finlandia.
Dal 1º dicembre 1996 al 31 dicembre 2007 l'amministrazione locale finlandese era organizzata in 90 distretti giurisdizionali. I confini dei vari distretti giurisdizionali erano gli stessi dei comuni che essi comprendono e venivano decisi dal Governo. Nei distretti giurisdizionali esisteva un'amministrazione giurisdizionale, che era l'autorità locale del consiglio provinciale in cui il distretto si trovava. Tale amministrazione si occupa dei servizi di polizia, del pubblico ministero e di esecuzione forzata.
Dal 1º gennaio 2008 i distretti giurisdizionali sono stati soppressi ed i loro compiti trasferiti alle varie autorità a livello comunale, regionale o statale.

## Storia
Negli anni dal 1945 al 1996 i distretti giurisdizionali erano le aree di servizio degli ufficiali di stato civile. Originariamente i responsabili di tali distretti erano i parroci, mentre successivamente è diventato il distretto ufficiale del giudice.
Secondo l'etnologo e accademico Kustaa Vilkuna (1902-1980), così come affermato in un suo libro sui distretti giurisdizionali (Kihlakunta ja häävuode, Otava, Helsinki 1964), la parola dialettale della Finlandia occidentale kihlakunta definisce ciò che nei dialetti della Finlandia orientale è chiamato pitäjä (parrocchia), nel senso però di parrocchia delle tasse. La parola kihla, infatti è un prestito dal germanico antico, e deriva da geisel (pegno, cauzione).

## Distretti giurisdizionali della Finlandia
1. Espoo (Esbo)
2. Forssa
3. Hamina
4. Heinola
5. Helsinki (Helsingfors)
6. Hyvinkää
7. Hämeenlinna
8. Imatra
9. Järvenpää
10. Kotka
11. Kouvola
12. Lahti
13. Lappeenranta
14. Lohja (Lojo)
15. Loviisa (Lovisa)
16. Orimattila
17. Porvo (Borgå)
18. Raseborg (Raasepori)
19. Riihimäki
20. Vantaa (Vanda)
21. Vihti
22. Alavus
23. Ikaalinen
24. Jakobstad (Pietarsaari)
25. Jyväskylä
26. Jämsä
27. Kaarina
28. Kangasala
29. Kankaanpää
30. Kauhajoki
31. Kaustinen
32. Keuruu
33. Kokemäki
34. Kokkola (Karleby)
35. Korsholm (Mustasaari)
36. Kyrönmaa
37. Lapua
38. Loimaa
39. Mänttä
40. Nokia
41. Närpes
42. Pori
43. Raisio
44. Rauma
45. Saarijärvi
46. Salo
47. Seinäjoki
48. Tampere
49. Turku (Åbo)
50. Vaasa (Vasa)
51. Vakka-Suomi
52. Valkeakoski
53. Vammala
54. Turunmaa
55. Äänekoski
56. Ilomantsi
57. Joensuu
58. Juva
59. Kitee
60. Koillis-Savo
61. Kuopionseutu
62. Lieksa
63. Mikkeli
64. Nurmes
65. Pieksämäki
66. Savonlinna
67. Sisä-Savo
68. Varkaudenseutu
69. Ylä-Savo
70. Haapajärvi
71. Haukipudas
72. Kajaani
73. Kuhmo
74. Kuusamo
75. Liminka
76. Oulu
77. Pudasjärvi
78. Raahe
79. Suomussalmi
80. Ylivieska
81. Inarin-Utsjoki
82. Kemi
83. Kittilä
84. Koillis-Lappi
85. Käsivarsi
86. Ranuan-Posio
87. Rovaniemi
88. Sodankylä
89. Tornio
90. Tornionlaakso